# Drapeau de Trinité-et-Tobago
 (septembre 2024).
Si vous disposez d'ouvrages ou d'articles de référence ou si vous connaissez des sites web de qualité traitant du thème abordé ici, merci de compléter l'article en donnant les références utiles à sa vérifiabilité et en les liant à la section « Notes et références ».
Le drapeau de Trinité-et-Tobago a été établi par décret lors de l'indépendance le 28 juin 1962 et adopté officiellement le 31 août suivant. 
Le rouge symbolise la générosité et la chaleur humaine du peuple ; le blanc l'égalité et la mer et le noir la ténacité et la volonté de maintenir l'unité. D'autres interprétations prêtent aux trois couleurs les symboles respectifs du courage (rouge), de la pureté (blanc) et de la force (noir).

## Autres drapeaux et pavillons
| Symbole décrivant l'usage, explicité ci-après | Symbole décrivant l'usage, explicité ci-après |  |  |

Le pavillon civil est le drapeau national dans des proportions modifiées (ratio 1:2 au lieu de 3:5).
Le pavillon utilisé par les garde-côtes est un pavillon britannique blanc avec le drapeau national au canton.

## Drapeau colonial

drapeau colonial

Avant l'indépendance de 1962, Trinité-et-Tobago utilisait un pavillon britannique bleu modifié avec un médaillon circulaire représentant un bateau arrivant en face d'une montagne.